# Леопольдина Савойская-Кариньянская
Леопольди́на Мари́я Саво́йская-Каринья́нская (итал. Leopoldina Maria di Savoia-Carignano; 21 декабря 1744, Турин, Сардинское королевство — 17 апреля 1807, Рим, Папская область) — принцесса Савойского дома, дочь Людовика Виктора, принца Кариньяно; в замужестве — принцесса Мельфи.

## Биография
Леопольдина Мария Савойская-Кариньянская родилась в Турине 21 декабря 1744 года. Она была дочерью Людовика Виктора, принца Кариньяно и Кристины Генриетты Гессен-Рейнфельс-Ротенбургской, принцессы из Гессенского дома. Младшими сёстрами Леопольдины Марии были Мария Тереза Луиза, принцесса де Ламбаль и Екатерина Мария, принцесса Палиано. По отцовской линии она приходилась внучкой Виктору Амадею I, принцу Кариньяно и Виктории Франциске Савойской, легитимизированной дочери короля Виктора Амадея II. По материнской линии была внучкой Эрнеста II Леопольда, ландграфа Гессен-Рейнфельс-Ротенбурга и Элеоноры фон Лёвенштайн-Вертхайм-Рошфор. Она получила блестящее домашнее образование и свободно владела пятью языками.
17 мая 1767 года (по другой версии 6 мая 1767 года) в Турине был заключён брак между принцессой Леопольдиной Марией Савойской-Кариньянской и доном Андреа IV Дориа-Памфили-Ланди (30.10.1747 —  28.3.1820), принцем Мельфи, сыном дона Джованни-Андреа IV Дориа-Ланди-Памфили от Марии-Элеоноры Карафа. В этом браке родились девять детей:
- дон Джованни-Андреа Дориа-Памфили-Ланди (14.7.1768 — 3.4.1817), маркиз Дориа, патриций Генуэзский и нобиль Витербо;
- донна Анна Дориа-Памфили-Ланди (15.11.1770 — 1835), вышла замуж за маркиза Джованни Баттисту Серра (14.3.1763 — 1831), патриция Генуэзского;
- дон Джорджо Дориа-Памфили-Ланди (15.2.1771 — 16.11.1837), кардинал-пресвитер базилики Святой Цецилии в Трастевере, префект Священной Конгрегации обрядов и великий приор Великого Римского приората Мальтийского суверенного военного ордена[итал.];
- донна Элеонора Дориа-Памфили-Ланди (11.1.1774 — 15.3.1846), вышла замуж за дона Диего д’Авалоса (12.3.1773 — 12.8.1797), принца Франкавилла, патриция Неаполитанского;
- донна Мария-Виктория Дориа-Памфили-Ланди (20.12.1775 — 3.6.1839), вышла замуж за маркиза Алессандро Паллавичино (ум. 13.2.1831), имперского камергера;
- донна Тереза Дориа-Памфили-Ланди (18.8.1778 — 5.4.1784), умерла в отроческом возрасте;
- дон Луиджи Дориа-Памфили-Ланди (24.10.1779 — 26.1.1838), 14-й принц Мельфи, гранд Испании первого класса, 3-й князь Священной Римской империи из рода Дориа-Памфили-Ланди, 3-й принц Санто-Стефано д’Авето и Торрильи, 6-й герцог Авильяно, герцог Монтеланико, 10-й маркиз Каррега, маркиз Монтекальвелло, маркиз Кабелла, граф Лоано, граф Таламелло, барон Джиффони и Сан-Чиприано, патриций Генуэзский, нобиль Витербо, великий протонотарий Неаполитанского королевства, женился на донне Терезе Орсини (23.3.1788 — 3.7.1829);
- дон Карло Дориа-Памфили-Ланди (13.4.1781 — 19.6.1856), маркиз Дориа, патриций Генуэзский, нобиль Витербо, кавалер Великого военного ордена Меча святого Иакова, комендант Караваки и Валенсии от Ордена святого Иакова (последний наследник этого титула);
- донна Евгения Дориа-Памфили-Ланди (1.6.1786 — 27.3.1841), вышла замуж за дона Марина Франциска Караччоло (28.5.1783 — 4.1.1844), 10-го принца Авеллино, 6-го князя Священной Римской империи из рода Караччоло, гранда Испании первого класса, 10-го герцога Атрипальда, 8-го маркиза Сан-Северино, 8-го графа Серино, великого канцлера Неаполитанского королевства, патриция Неаполитанского[4].

С рождения и до замужества Леопольдина Мария носила титул Её Королевского высочества, принцессы Савойской, принцессы Кариньянской. Титул принцессы после замужества — Её Королевское высочество, принцесса Савойская, принцесса Кариньянская, принцесса Мельфи, грандесса Испании первого класса, принцесса Санто-Стефано д’Авето и Торрильи, герцогиня Авильяно, герцогиня Монтеланико, маркиза Каррега, маркиза Монтекальвелло, маркиза Кабелла, графиня Лоано, графиня Таламелло, баронесса Джиффони и Сан-Чиприано.
20 июня 1767 года супруги переехали из Генуи в Рим, где поселились в отремонтированном к их приезду дворце Дориа-Памфили и на вилле Дориа-Памфили, перестроенной для них архитектором Джованни Антинори с парком обустроенным Франческо Беттини. Леопольдина была образцовой матерью большого семейства. Она скончалась в Риме 17 апреля 1807 года и была похоронена в церкви святой Агнессы на площади Навона.